# Bermuda Bowl
Het toernooi om de Bermuda Bowl is het wereldkampioenschap bridge voor landenteams. Tegenwoordig vindt het toernooi elke twee jaar plaats.
Het toernooi staat open voor mannen en vrouwen; de Amerikaanse speelster Rose Meltzer is de enige vrouw ooit die het toernooi heeft gewonnen (2001). Er bestaat ook een wereldkampioenschap voor vrouwenteams, de Venice Cup, dat gelijktijdig met de Bermuda Bowl gespeeld wordt.

## Geschiedenis
In 1950 werd op initiatief van een aantal spelers onder aanvoering van Norman Bach de eerste wedstrijd gehouden voor de Bermuda Bowl. Deze wedstrijd werd gehouden op Bermuda wat de naam van de wedstrijd verklaart. In deze periode was de wedstrijd voornamelijk een uitdaging tussen de Verenigde Staten en de winnaar van het Europees Kampioenschap. Na de oprichting van de World Bridge Federation (WBF) werden ook teams uit andere regio's toegelaten. Sinds 2019 doen er 24 teams mee aan het toernooi, de VS mag twee teams afvaardigen. Europa heeft recht op acht plaatsen. In 2023 deden namens Europa de volgende landen mee: België, Ierland, Israël,, Italië, Nederland, Noorwegen, Polen en Zwitserland.

## Huidige opzet van het toernooi
Het toernooi wordt gespeeld op viertallenbasis. Elk team bestaat uit vier tot zes spelers, waarvan er op ieder moment vier tegelijk spelen. Alle 24 deelnemende teams spelen één korte wedstrijd tegen elkaar (enkele round robin). De acht teams die het hoogst eindigen, plaatsen zich voor de kwartfinales. Vanaf dat moment wordt op knock-outbasis gespeeld in wedstrijden van 96 spellen (zes zittingen van zestien spellen).

## Overzicht per jaar
- 1950 (Hamilton, Bermuda):
  1. Verenigde Staten (John Crawford, Charles Goren, George Rapee, Howard Schenken, Sidney Silodor en Samuel Stayman)
  2. Groot-Brittannië (Leslie Dodds, Nico Gardener, Maurice Harrison-Gray, Kenneth Konstam, Joel Tarlo en Louis Tarlo)
  3. Zweden–IJsland (Gunnar Gudmundsson, Rudolf Kock, Nils-Olof Lilliehook, Einar Thorfinnsson, Einar Werner en Jan Wohlin)
- 1951 (Napels, Italië):
  1. Verenigde Staten (Jay Becker, John Crawford, George Rapee, Howard Schenken en Samuel Stayman)
  2. Italië (Paolo Baroni, Eugenio Chiaradia, Pietro Forquet, Mario Franco, Augusto Ricci en Guglielmo Siniscalco)
- 1953 (New York, Verenigde Staten):
  1. Verenigde Staten (Jay Becker, John Crawford, Theodore Lightner, George Rapee, Howard Schenken en Samuel Stayman)
  2. Zweden (Gunnar Anulf, Rudolf Kock, Robert Larsen, Nils-Olof Lilliehook, Einar Werner en Jan Wohlin)
- 1954 (Monte Carlo, Monaco):
  1. Verenigde Staten (Clifford Bishop, Milton Ellenby, Lewis Mathe, Don Oakie, William Rosen en Douglas Steen)
  2. Frankrijk (Jacques Amouraben, René Bacherich, Jean Besse, Pierre Ghestem, Marcel Kornblum en Karl Schneider)
- 1955 (New York, Verenigde Staten):
  1. Groot-Brittannië (Leslie Dodds, Kenneth Konstam, Adam Meredith, Jordanis Pavlides, Terence Reese en Boris Schapiro)
  2. Verenigde Staten (Clifford Bishop, Milton Ellenby, Lewis Mathe, John Moran, William Rosen en Alvin Roth)
- 1956 (Parijs, Frankrijk):
  1. Frankrijk (René Bacherich, Pierre Ghestem, Pierre Jaïs, Roger Lattes, Bertrand Romanet en Roger Trezel)
  2. Verenigde Staten (Myron Field, Charles Goren, Lee Hazen, Richard Kahn, Charles Solomon en Samuel Stayman)
- 1957 (New York, Verenigde Staten):
  1. Italië (Mimmo D'Alelio, Walter Avarelli, Giorgio Belladonna, Eugenio Chiaradia, Pietro Forquet en Guglielmo Siniscalco)
  2. Verenigde Staten (Charles Goren, Boris Koytchou, Peter Leventritt, Harold Ogust, William Seamon en Helen Sobel)
- 1958 (Como, Italië):
  1. Italië (Mimmo d'Alelio, Walter Avarelli, Giorgio Belladonna, Eugenio Chiaradia, Pietro Forquet en Guglielmo Siniscalco)
  2. Verenigde Staten (Jay Becker, John Crawford, George Rapee, Alvin Roth, Sidney Silodor en Tobias Stone)
  3. Argentinië (Alberto Blousson, Carlos Cabanne, Ricardo Calvente, Alejandro Castro en Marcelo Lerner)
- 1959 (New York, Verenigde Staten):
  1. Italië (Mimmo d'Alelio, Walter Avarelli, Giorgio Belladonna, Eugenio Chiaradia, Pietro Forquet en Guglielmo Siniscalco)
  2. Verenigde Staten (Harry Fishbein, Sam Fry jr., Leonard Harmon, Lee Hazen, Sidney Lazard en Ivar Stakgold)
  3. Argentinië (Alberto Berisso, Ricardo Calvente, Alejandro Castro, Carlos Dibar, Arturo Jaques en Egisto Rocchi)
- 1961 (Buenos Aires, Argentinië):
  1. Italië (Mimmo d'Alelio, Walter Avarelli, Giorgio Belladonna, Eugenio Chiaradia, Pietro Forquet en Benito Garozzo)
  2. Verenigde Staten (John Gerber, Paul Hodge, Norman Kay, Peter Leventritt, Howard Schenken en Sidney Silodor)
  3. Frankrijk (René Bacherich, Jose le Dentu, Claude Deruy, Pierre Ghestem en Roger Trezel)
- 1962 (New York, Verenigde Staten):
  1. Italië (Mimmo d'Alelio, Walter Avarelli, Giorgio Belladonna, Eugenio Chiaradia, Pietro Forquet en Benito Garozzo)
  2. Verenigde Staten–Canada (Charles Coon, Mervin Key, Lewis Mathe, Eric Murray, Robert Nail en Ron Von Der Porten)
  3. Groot-Brittannië (Nico Gardener, Kenneth Konstam, Tony Priday, Claude Rodrigue, Albert Rose en Alan Truscott)
- 1963 (St. Vincent, Italië):
  1. Italië (Mimmo d'Alelio, Walter Avarelli, Giorgio Belladonna, Pietro Forquet, Benito Garozzo en Camillo Pabis-Ticci)
  2. Verenigde Staten (Jim Jacoby, Robert Jordan, Peter Leventritt, Robert Nail, Arthur Robinson en Howard Schenken)
  3. Frankrijk (René Bacherich, Gerard Desrousseaux, Pierre Ghestem, Jacques Stetten, Georges Theron en Leon Tintner)
- 1965 (Buenos Aires, Argentinië):
  1. Italië (Mimmo d'Alelio, Walter Avarelli, Giorgio Belladonna, Pietro Forquet, Benito Garozzo en Camillo Pabis-Ticci)
  2. Verenigde Staten (Jay Becker, Ivan Erdos, Dorothy Hayden, Peter Leventritt, Kelsey Petterson en Howard Schenken)
  3. Argentinië (Luis Attaguile, Alberto Berisso, Carlos Cabanne, Marcelo Lerner, Egisto Rocchi en Agustin Santamarina)
- 1966 (St. Vincent, Italië):
  1. Italië (Mimmo d'Alelio, Walter Avarelli, Giorgio Belladonna, Pietro Forquet, Benito Garozzo en Camillo Pabis-Ticci)
  2. Verenigde Staten–Canada (Phil Feldesman, Bob Hamman, Sammy Kehela, Lewis Mathe, Eric Murray en Ira Rubin)
  3. Venezuela (Roberto Benaim, David Berah, Robbie de Leeuw, Mario Onorati, Roger Rossignol en Francis Vernon)
- 1967 (Miami, Verenigde Staten):
  1. Italië (Mimmo d'Alelio, Walter Avarelli, Giorgio Belladonna, Pietro Forquet, Benito Garozzo en Camillo Pabis-Ticci)
  2. Verenigde Staten–Canada (Edgar Kaplan, Norman Kay, Sammy Kehela, Eric Murray, William Root en Alvin Roth)
  3. Frankrijk (Jean-Michel Boulanger, Jacques Pariente, Jean-Marc Roudinesco, Jacques Stetten, Henri Szwarc en Leon Tintner)
- 1969 (Rio de Janeiro, Brazilië):
  1. Italië (Mimmo d'Alelio, Walter Avarelli, Giorgio Belladonna, Pietro Forquet, Benito Garozzo en Camillo Pabis-Ticci)
  2. Taiwan (Frank Huang, Patrick Huang, C.S. Shen, K.W. Shen, Kovit Suchartkul en Min-fang Tai)
  3. Verenigde Staten (Bill Eisenberg, Robert Goldman, Bob Hamman, Edwin Kantar, Sidney Lazard en George Rapee)
- 1970 (Stockholm, Zweden):
  1. Verenigde Staten (Bill Eisenberg, Robert Goldman, Bob Hamman, Jim Jacoby, Michael Lawrence en Bobby Wolff)
  2. Taiwan (Conrad Cheng, Elmer Hsia, Patrick Huang, Harry Lin en Min-fang Tai)
  3. Noorwegen (Erik Hoie, Tore Jensen, Knut Koppang, Bjorn Larsen, Louis Strom en Willy Varnas
- 1971 (Taipei, Taiwan):
  1. Verenigde Staten (Bill Eisenberg, Robert Goldman, Bob Hamman, Jim Jacoby, Michael Lawrence en Bobby Wolff)
  2. Frankrijk (Jean-Michel Boulanger, Pierre Jais, Jean-Marc Roudinesco, Jean-Louis Stoppa, Henri Szwarc en Roger Trezel)
  3. Australië (Jim Borin, Norma Borin, Richard Cummings, Denis Howard, Tim Seres en Roelof Smilde)
- 1973 (Guaruja, Brazilië):
  1. Italië (Giorgio Belladonna, Benito Bianchi, Pietro Forquet, Giuseppe Garabello, Benito Garozzo en Vito Pittala)
  2. Verenigde Staten (Mark Blumenthal, Robert Goldman, Bob Hamman, Jim Jacoby, Michael Lawrence en Bobby Wolff)
  3. Brazilië (Pedro Assumpcao, Marcelo Branco, Pedro Branco, Gabriel Chagas, Gabino Cintra en Christiano Fonseca)
- 1974 (Venetië, Italië):
  1. Italië (Giorgio Belladonna, Benito Bianchi, Dana de Falco, Pietro Forquet, Arturo Franco en Benito Garozzo)
  2. Verenigde Staten–Canada (Mark Blumenthal, Robert Goldman, Bob Hamman, Sammy Kehela, Eric Murray en Bobby Wolff)
  3. Brazilië (Pedro Assumpcao, Marcelo Branco, Pedro Branco, Gabriel Chagas, Gabino Cintra en Christiano Fonseca)
- 1975 (Southampton, Bermuda):
  1. Italië (Giorgio Belladonna, Gianfranco Facchini, Arturo Franco, Benito Garozzo, Vito Pittala en Sergio Zucchelli)
  2. Verenigde Staten (Bill Eisenberg, Bob Hamman, Edwin Kantar, Paul Soloway, John Swanson en Bobby Wolff)
  3. Frankrijk (Jean-Michel Boulenger, Michel Lebel, François Leenhardt, Christian Mari, Henri Szwarc en Edmond Vial)
- 1976 (Monte Carlo, Monaco):
  1. Verenigde Staten (Bill Eisenberg, Fred Hamilton, Erik Paulsen, Hugh Ross, Ira Rubin en Paul Soloway)
  2. Italië (Giorgio Belladonna, Pietro Forquet, Arturo Franco, Benito Garozzo, Vito Pittala en Antonio Vivaldi)
  3. Israël (Julian Frydrich, Michael Hochzeit, Sam Lev, Yeshayahu Levit, Pinhas Romik en Eliakim Shaufel)
- 1977 (Manilla, Filipijnen):
  1. Verenigde Staten II (Steve Altman, Bill Eisenberg, Bob Hamman, Edwin Kantar, Paul Soloway, John Swanson en Bobby Wolff)
  2. Verenigde Staten I (Fred Hamilton, Mike Passell, Erik Paulsen, Ron Von Der Porten, Hugh Ross en Ira Rubin)
  3. Argentinië (Luis Attaguile, Carlos Cabanne, Hector Camberos, Martin Monsegur, Agustin Santamarina en Eduardo Scanavino
- 1979 (Rio de Janeiro, Brazilië):
  1. Verenigde Staten (Malcolm Brachman, Bill Eisenberg, Robert Goldman, Edwin Kantar, Mike Passell en Paul Soloway)
  2. Italië (Giorgio Belladonna, Dana de Falco, Benito Garozzo, Lorenzo Lauria en Vito Pittala)
  3. Australië (Jim Borin, Norma Borin, Richard Cummings, Andrew Reiner, Bobby Richman en Tim Seres)
- 1981 (New York, Verenigde Staten):
  1. Verenigde Staten (Russ Arnold, Bobby Levin, Jeff Meckstroth, Bud Reinhold, Eric Rodwell en John Solodar)
  2. Pakistan (Nishat Abedi, Nisar Ahmad, Munir Attaullah, Jan-e-alam Fazli, Zia Mahmood en Masood Salim)
  3. Polen (Aleksander Jezioro, Julian Klukowski, Marek Kudła, Krzysztof Martens, Andrzej Milde en Tomasz Przybora)
- 1983 (Stockholm, Zweden):
  1. Verenigde Staten I (Michael Becker, Bob Hamman, Ron Rubin, Alan Sontag, Peter Weichsel en Bobby Wolff)
  2. Italië (Giorgio Belladonna, Dana de Falco, Arturo Franco, Benito Garozzo, Lorenzo Lauria en Carlo Mosca)
  3. Frankrijk (Michel Corn, Philippe Cronier, Michel Lebel, Hervé Mouiel, Philippe Soulet, Henri Szwarc)
- 1985 (São Paulo, Brazilië):
  1. Verenigde Staten (Bob Hamman, Chip Martel, Peter Pender, Hugh Ross, Lew Stansby, Bobby Wolff)
  2. Oostenrijk (Heinrich Berger, Kurt Feichtinger, Jan Fucik, Wolfgang Meinl, Karl Rohan, Franz Terraneo)
  3. Israël (David Birman, Julian Frydrich, Michael Hochzeit, Sam Lev, Eliakim Shaufel, Shalom Zeligman)
- 1987 (Ocho Rios, Jamaica):
  1. Verenigde Staten (Bob Hamman, Michael Lawrence, Chip Martel, Hugh Ross, Lew Stansby, Bobby Wolff)
  2. Groot-Brittannië (John Armstrong, Raymond Brock, Jeremy Flint, Tony Forrester, Graham Kirby, Robert Sheehan)
  3. Zweden (Bjorn Fallenius, Sven-Olov Flodqvist, Hans Göthe, Tommy Gullberg, Magnus Lindkvist, Per-Olof Sundelin)
- 1989 (Perth, Australië):
  1. Brazilië (Marcelo Branco, Pedro Branco, Carlos Camacho, Gabriel Chagas, Ricardo Janz, Roberto de Mello)
  2. Verenigde Staten (Michael Lawrence, Chip Martel, Peter Pender, Hugh Ross, Lew Stansby, Kit Woolsey)
  3. Polen (Cezary Balicki, Julian Klukowski, Krzysztof Martens, Krzysztof Moszczyński, Marek Szymanowski, Adam Żmudziński)
- 1991 (Yokohama, Japan):
  1. IJsland (Guðmundur Páll Arnarson, Orn Arnthorsson, Jón Baldursson, Gudlaugur Johansson, Thorlakur Jonsson, Adalsteinn Jorgensen)
  2. Polen (Cezary Balicki, Piotr Gawryś, Krzysztof Lasocki, Krzysztof Martens, Marek Szymanowski, Adam Żmudziński)
  3. Zweden (Sven-Åke Bjerregård, Bjorn Fallenius, Tommy Gullberg, Anders Morath, Mats Nilsland, Per-Olof Sundelin)
- 1993 (Santiago, Chili):
  1. Nederland (Wubbo de Boer – Bauke Muller, Piet Jansen – Jan Westerhof, Enri Leufkens – Berry Westra)
  2. Noorwegen (Terje Aa – Glenn Grøtheim, Geir Helgemo – Tor Helness, Arild Rasmussen – Jon Sveindal)
  3. Brazilië (Marcelo Amaral, Pedro Paulo Branco, Carlos Camacho, Gabriel Chagas, Roberto de Mello, Marta Barbosa de Oliveira)
- 1995 (Peking, China):
  1. Verenigde Staten II (Richard Freeman – Nick Nickell, Bob Hamman – Bobby Wolff, Jeff Meckstroth – Eric Rodwell)
  2. Canada (Boris Baran – Mark Molson, Fred Gitelman – Joseph Silver, Eric Kokish – George Mittelman)
  3. Frankrijk (Paul Chemla, Philippe Cronier, Michel Lebel, Michel Perron, Robert Reiplinger, Philippe Soulet)
- 1997 (Hammamet, Tunesië):
  1. Frankrijk (Paul Chemla – Michel Perron, Alain Levy – Christian Mari, Hervé Mouiel – Franck Multon)
  2. Verenigde Staten II (Richard Freeman – Nick Nickell, Bob Hamman – Bobby Wolff, Jeff Meckstroth – Eric Rodwell)
  3. Noorwegen (Terje Aa – Glenn Grøtheim, Boye Brogeland – Erik Sælensminde, Geir Helgemo – Tor Helness)
- 1999 (gespeeld in januari 2000, Southampton, Bermuda):
  1. Verenigde Staten I (Richard Freeman – Nick Nickell, Bob Hamman – Paul Soloway, Jeff Meckstroth – Eric Rodwell)
  2. Brazilië (Marcelo Branco – Gabriel Chagas, Joao-Paulo Campos – Miguel Villas-Boas, Ricardo Janz – Roberto de Mello)
  3. Verenigde Staten II (Zia Mahmood – Michael Rosenberg, Chip Martel – Lew Stansby, Neil Silverman – Jeff Wolfson)
- 2001 (Parijs, Frankrijk):
  1. Verenigde Staten II (Kyle Larsen – Rose Meltzer, Chip Martel – Lew Stansby, Alan Sontag – Peter Weichsel)
  2. Noorwegen (Terje Aa – Glenn Grøtheim, Boye Brogeland – Erik Sælensminde, Geir Helgemo – Tor Helness)
  3. Polen (Cezary Balicki – Adam Żmudziński, Michał Kwiecień – Jacek Pszczoła, Marcin Leśniewski – Krzysztof Martens)
- 2003 (Monte Carlo, Monaco):
  1. Verenigde Staten I (Richard Freeman – Nick Nickell, Bob Hamman – Paul Soloway, Jeff Meckstroth – Eric Rodwell)
  2. Italië (Norberto Bocchi – Giorgio Duboin, Fulvio Fantoni – Claudio Nunes, Lorenzo Lauria – Alfredo Versace)
  3. Verenigde Staten II (Doug Doub – Adam Wildavsky, Stephen Landen – Pratap Rajadhyaksha, Dan Morse – Bobby Wolff)
- 2005 (Estoril, Portugal):
  1. Italië (Norberto Bocchi – Giorgio Duboin, Fulvio Fantoni – Claudio Nunes, Lorenzo Lauria – Alfredo Versace)
  2. Verenigde Staten I (Richard Freeman – Nick Nickell, Bob Hamman – Paul Soloway, Jeff Meckstroth – Eric Rodwell)
  3. Verenigde Staten II (Russ Ekeblad – Ron Rubin, Fred Gitelman – Brad Moss, Eric Greco – Geoff Hampson)
- 2007 (Shanghai, China):
  1. Noorwegen (Boye Brogeland – Erik Sælensminde, Glenn Grøtheim – Ulf  Håkon Tundal, Geir Helgemo – Tor Helness)
  2. Verenigde Staten II (Steve Garner – Howard Weinstein, George Jacobs – Ralph Katz, Zia Mahmood – Michael Rosenberg)
  3. Nederland (Ton Bakkeren – Huub Bertens, Sjoert Brink – Bas Drijver, Bauke Muller – Simon de Wijs)
- 2009 (São Paulo, Brazilië):
  1. Verenigde Staten II (Bob Hamman – Zia Mahmood, Jeff Meckstroth – Eric Rodwell, Nick Nickell – Ralph Katz)
  2. Italië (Giorgio Duboin – Antonio Sementa, Fulvio Fantoni – Claudio Nunes, Lorenzo Lauria – Alfredo Versace)
  3. Bulgarije (Victor Aronov – Diyan Danailov, Kalin Karaivanov – Georgi Karakolev, Julian Stefanov – Roumen Trendafilov)
- 2011 (Veldhoven, Nederland):
  1. Nederland (Sjoert Brink – Bas Drijver, Bauke Muller – Simon de Wijs, Ricco van Prooijen – Louk Verhees)
  2. Verenigde Staten II: (Kevin Bathurst – Daniel Zagorin, Joe Grue – Justin Lall, John Hurd – Joel Wooldridge)
  3. Italië: Norberto Bocchi – Agustin Madala, Georgio Duboin – Antonio Sementa, Lorenzo Lauria – Alfredo Versace
- 2013 (Nusa Dua, Bali, Indonesië):
  1. Italië (Norberto Bocchi – Agustin Madala, Georgio Duboin – Antonio Sementa, Lorenzo Lauria – Alfredo Versace)
  2. Monaco (Fulvio Fantoni – Claudio Nunes, Geir Helgemo – Tor Helness, Franck Multon – Pierre Zimmermann)
  3. Polen (Cezary Balicki – Adam Żmudziński, Krzysztof Buras – Grzegorz Narkiewicz, Krzysztof Jassem – Marcin Mazurkiewicz)
- 2015 (Chennai, India):
  1. Polen (Piotr Gawryś – Michał Klukowski, Krzysztof Jassem – Marcin Mazurkiewicz, Jacek Kalita – Michał Nowosadzki)
  2. Zweden (Tommy Bergdahl – Niklas Warne, Fredrik Nyström – Johan Upmark, Johan Sylvan – Frederic Wrang)
  3. Verenigde Staten II (Vincent Demuy – John Kranyak, Paul Fireman – Gavin Wolpert, John Hurd – Joel Wooldridge)
- 2017 (Lyon, Frankrijk):
  1. Verenigde Staten II (Martin Fleisher – Chip Martel, Joe Grue – Brad Moss, Jacek Pszczola – Michael Rosenberg)
  2. Frankrijk (Thomas Bessis – Fréderic Volcker, Cédric Lorenzini – Jean-Christophe Quantin, François Combescure – Jérôme Rombaut)
  3. Bulgarije (Victor Aronov – Diana Damianova, Georgi Karakolev – Vladimir Mihov, Ivan Nanev – Julian Stefanov)
- 2019 (Wuhan, China):
  1. Polen (Krzysztof Buras – Grzegorz Narkiewicz, Bartosz Chmurski – Piotr Tuczyński, Jacek Kalita – Michał Nowosadzki)
  2. Nederland (Bob Drijver – Bart Nab, Bauke Muller – Simon de Wijs, Ricco van Prooijen – Louk Verhees)
  3. Noorwegen (Terje Aa – Allan Livgård, Boye Brogeland – Espen Lindqvist, Nils Kåre Kvangraven – Ulf Håkon Tundal)
- 2021 (gespeeld in voorjaar 2022, Salsomaggiore, Italië):
  1. Zwitserland (Sjoert Brink – Bas Drijver, Piotr Gawryś – Michał Klukowski, Fernando Piedra – Pierre Zimmermann)
  2. Nederland (Berend van den Bos – Joris van Lankveld, Bauke Muller – Simon de Wijs, Ricco van Prooijen – Louk Verhees)
  3. Noorwegen (Terje Aa – Allan Livgård, Christian Bakke – Boye Brogeland, Geir Helgemo – Tor Helness) en Verenigde Staten I (Eric Greco – Geoff Hampson, Ralph Katz – Nick Nickell, Bobby Levin – Steve Weinstein)
- 2023 (Marrakesh, Marokko):
  1. Zwitserland (Sjoert Brink – Bas Drijver, Jacek Kalita – Michał Klukowski, Michał Nowosadzki – Pierre Zimmermann)
  2. Noorwegen (Terje Aa – Allan Livgård, Christian Bakke – Boye Brogeland, Tor Eivind Grude – Geir Helgemo)
  3. Italië (Massimiliano Di Franco – Andrea Manno, Giovanni Donati – Giacomo Percario, Antonio Sementa – Alfredo Versace)

## Lijst van medaillewinnaars

### Goud
- Verenigde Staten: 1950, 1951, 1953, 1954, 1970, 1971, 1976, 1977, 1979, 1981, 1983, 1985, 1987, 1995, 1999, 2001, 2003, 2009, 2017
- Italië: 1957, 1958, 1959, 1961, 1962, 1963, 1965, 1966, 1967, 1969, 1973, 1974, 1975, 2005, 2013
- Frankrijk: 1956, 1997
- Nederland: 1993, 2011
- Polen: 2015, 2019
- Zwitserland: 2021, 2023
- Verenigd Koninkrijk: 1955
- Brazilië: 1989
- IJsland: 1991
- Noorwegen: 2007

### Zilver
- Verenigde Staten: 1955, 1956, 1957, 1958, 1959, 1961, 1962[2], 1963, 1965, 1966[2], 1967[2], 1973, 1974[2], 1975, 1977, 1989, 1995, 1997, 2005, 2007, 2011
- Italië: 1951, 1976, 1979, 1983, 2003, 2009
- Canada: 1962[2], 1966[2], 1967[2], 1974[2], 1995
- Frankrijk: 1954, 1971, 2017
- Noorwegen: 1993, 2001, 2023
- Verenigd Koninkrijk: 1950, 1987
- Zweden: 1953, 2015
- Taiwan: 1969, 1970
- Nederland: 2019, 2021
- Pakistan: 1981
- Oostenrijk: 1985
- Polen: 1991
- Brazilië: 1999
- Monaco: 2013

### Brons
- Frankrijk: 1961, 1963, 1967, 1975, 1983, 1995
- Verenigde Staten: 1969, 1999, 2003, 2005, 2015, 2021
- Polen: 1981, 1989, 1991, 2001, 2003, 2013
- Argentinië: 1958, 1959, 1965, 1977
- Noorwegen: 1970, 1997, 2019, 2021
- Brazilië: 1973, 1974, 1993
- Zweden: 1950[3], 1987
- Australië: 1971, 1979
- Israël: 1976, 1985
- Bulgarije: 2009, 2017
- Italië: 2011, 2023
- IJsland: 1950[3]
- Verenigd Koninkrijk: 1962
- Venezuela: 1966
- Nederland: 2007